# San Francisco de Asís (paroisse civile)
Pour les articles homonymes, voir San Francisco de Asis.
San Francisco de Asís est l'une des cinq paroisses civiles de la municipalité de Zamora, dans l'État d'Aragua au Venezuela. Sa capitale est San Francisco de Asís.

## Géographie

### Démographie
Hormis sa capitale San Francisco de Asís, la paroisse civile possède plusieurs localités :
- Cogollal
- La Ceniza
- La Pavona
- Paigüa
- Rancho Grande
- San Francisco de Asís